# HC Sokil Kiev
HK Sokil Kiev (Oekraïens: Сокіл Київ) is een ijshockeyclub uit de Oekraïense stad Kiev. Ten tijde van de Sovjet-Unie werd de clubnaam steevast in het Russisch geschreven als Sokol Kiev (Russisch: Сокол Киев).
De club werd gesticht in 1963 als Dinamo Kiev en speelde in het Sovjetkampioenschap. In 1973 veranderde de naam in Sokol Kiev. In 1992 veranderde de naam in Sokil-Eskulap Kiev en na een jaar in de huidige naam Sokil Kiev. Sokil Kiev speelt in de Vichtha Liga (de professionele eerste klasse van Oekraïne). Thuiswedstrijden worden in het Sportpaleis in Kiev gespeeld, een stadion met 7000 plaatsen.
De clubkleuren zijn wit-blauw-zwart.

## Verschillende namen
- 1963–1973	HC Dinamo Kiev
- 1973–1992	HC Sokol Kiev
- 1992–1993	HC Sokil-Eskulap Kiev
- 1993–heden HC Sokil Kiev

## Erelijst
Sovjetkampioenschappen:
- Derde: 1985

Kampioen van Oekraïne 15:
- Winnaar: 1993, 1995, 1997, 1998, 1999, 2003, 2004, 2005, 2006, 2008, 2009, 2010, 2022, 2023, 2024
- Tweede: 1994, 2000, 2001, 2002, 2011, 2012, 2021
- Derde: 2013, 2014, 2025

Beker van Oekraïne 2:
- Winnaar: 2007, 2022

Federatie Cup 1:
- Winnaar: 2010

Spengler Cup:
- Tweede: 1986

## Bekende (oud)-spelers
- - Aleksej Zjitnik (1989-1991)